# Afganski perzijski jezik
Afganski perzijski jezik (ISO 639-3: prs; istočnoperzijski, darijski; nekad nazivan istočni farsi), jedan od dva člana perzijskog makrojezika kojim govori oko 7 600 000 ljudi, od čega 5 600 000 u Afganistanu (1996) i 1 000,.000 u Pakistanu. U Pakistanu ga govore mnoge izbjeglice kao i 1 400 ljudi u selu Madaglasht, a govori se i po gradovima Peshawar, Rawalpindi, Lahore, i Karachi. U madaglasht su ovi ljudi doselili prije nekih 200 godina iz Badakshana
Afganskim perzijskim dijalektom danas se vodi i darwazijski, do 2010 godine priznat samostalnim jezikom s kodnim nazivom [drw].

## Vanjske poveznice
- Ethnologue (14th)
- https://web.archive.org/web/2008/http://www.ethnologue.com/show_language.asp?code=prs Ethnologue (15th)]